# Sceptridium microphyllum
Sceptridium microphyllum là một loài dương xỉ trong họ Ophioglossaceae. Loài này được Sahashi mô tả khoa học đầu tiên năm 1981.
Danh pháp khoa học của loài này chưa được làm sáng tỏ. 